# LY-456,236
LY-456,236 je antagonist glutamatnog receptora.